# Live in Chicago (2017)
Live in Chicago, ofwel Official bootleg: Live in Chicago, june 28th, 2017 is een livealbum van King Crimson.

## Inleiding
Het album werd opgenomen tijdens de Radical Action Tour gehouden op het Noord-Amerikaanse continent in zomer en najaar 2017. De toer begon op 12 juni 2017 in Seattle en eindigde na een rust in augustus en september, op 26 november in Milwaukee. King Crimson brengt dan al jaren steevast livealbums uit van gehouden concerten. Leider Fripp en bassist Levin vonden achteraf dat het concert in het Chicago Theatre van 28 juni 2017 het beste in de reeks was en dat werd uitgebracht als album. Volgens Fripp was het King Crimson 8.3 wat deze concertreeks had gegeven; de samenstelling werd toen aangeduid als dubbelkwartet (2x4), een onderscheid met een eerder dubbeltrio (2x3) binnen de geschiedenis van de band. het album werd uitgebracht  als speciale editie in de King Crimson Collectors Club.
King Crimson koos er in die toer voor voornamelijk oud werk te spelen, wellicht omdat oudgediende saxofonist Mel Collins sinds jaren weer van de partij was. Het album werd niet alleen goed ontvangen binnen de progressieve rock, maar ook binnen de jazz in de ruimste zin des woords. Zowel All About Jazz, Team Rock en Spill Magazine waren lovend.

## Musici
- Robert Fripp – gitaar, toetsinstrumenten (leverancier van tekst boekwerkje)
- Tony Levin – basgitaar, Chapman stick, zang
- Gavin Harrison – drumstel
- Pat Mastelotto – drumstel
- Jeremy Stacey – drumstel, toetsen
- Jakko Jakszyk – gitaar, dwarsfluit, zang
- Mel Collins – saxofoon, dwarsfluit
- Bill Rieflin - toetsen

## Muziek
| Nr. | Titel                                                                  | Duur  |
| --- | ---------------------------------------------------------------------- | ----- |
| 1.  | Bellscape & orchestral werning (Fripp)                                 | 2:29  |
| 2.  | Lark's tongue in aspic: part one (Cross, Fripp, Wetton, Bruford, Muir) | 9:27  |
| 3.  | Neurotica (Adrian Belew, Bruford, Fripp, Levin)                        | 4:54  |
| 4.  | The errors (Jakszyk, Harrison, Fripp)                                  | 4:54  |
| 5.  | Cirkus (Sinfield, Fripp)                                               | 7:31  |
| 6.  | The lizard suite (Sinfield, Fripp)                                     | 11:21 |
| 7.  | Fallen angel (Wetton, Palmer-James, Fripp)                             | 6:01  |
| 8.  | Lark's tongue in aspic, part two (Fripp)                               | 7:08  |
| 9.  | Islands (Sinfield, Fripp)                                              | 9:50  |
| 10. | Pictures of a city (Sinfield, Fripp)                                   | 9:59  |

| Nr. | Titel                                                                  | Duur  |
| --- | ---------------------------------------------------------------------- | ----- |
| 1.  | Indiscipline (Belew, Bruford, Fripp, Levin)                            | 8:01  |
| 2.  | The construkction of light (Belew, Mastelotto, Fripp, Gunn)            | 6:20  |
| 3.  | Easy money (Wettom, Palmer-James, Fripp)                               | 9:34  |
| 4.  | The letters (Fripp, Sinfield)                                          | 6:37  |
| 5.  | Interlude (Fripp)                                                      | 2:29  |
| 6.  | Meltdown (Jakszyk, Fripp)                                              | 4:22  |
| 7.  | Radical action II (Fripp)                                              | 2:28  |
| 8.  | Level five (Mastelotto, Fripp, Gunn)                                   | 7:03  |
| 9.  | Starless (Bruford, Cross, Wetton, Palmer-James, Fripp)                 | 14:55 |
| 10. | Heroes (David Bowie, Brian Eno)                                        | 4:27  |
| 11. | 21st century schizoid man (Lake, Ian McDonald, Giles, Sinfield, Fripp) | 15:55 |

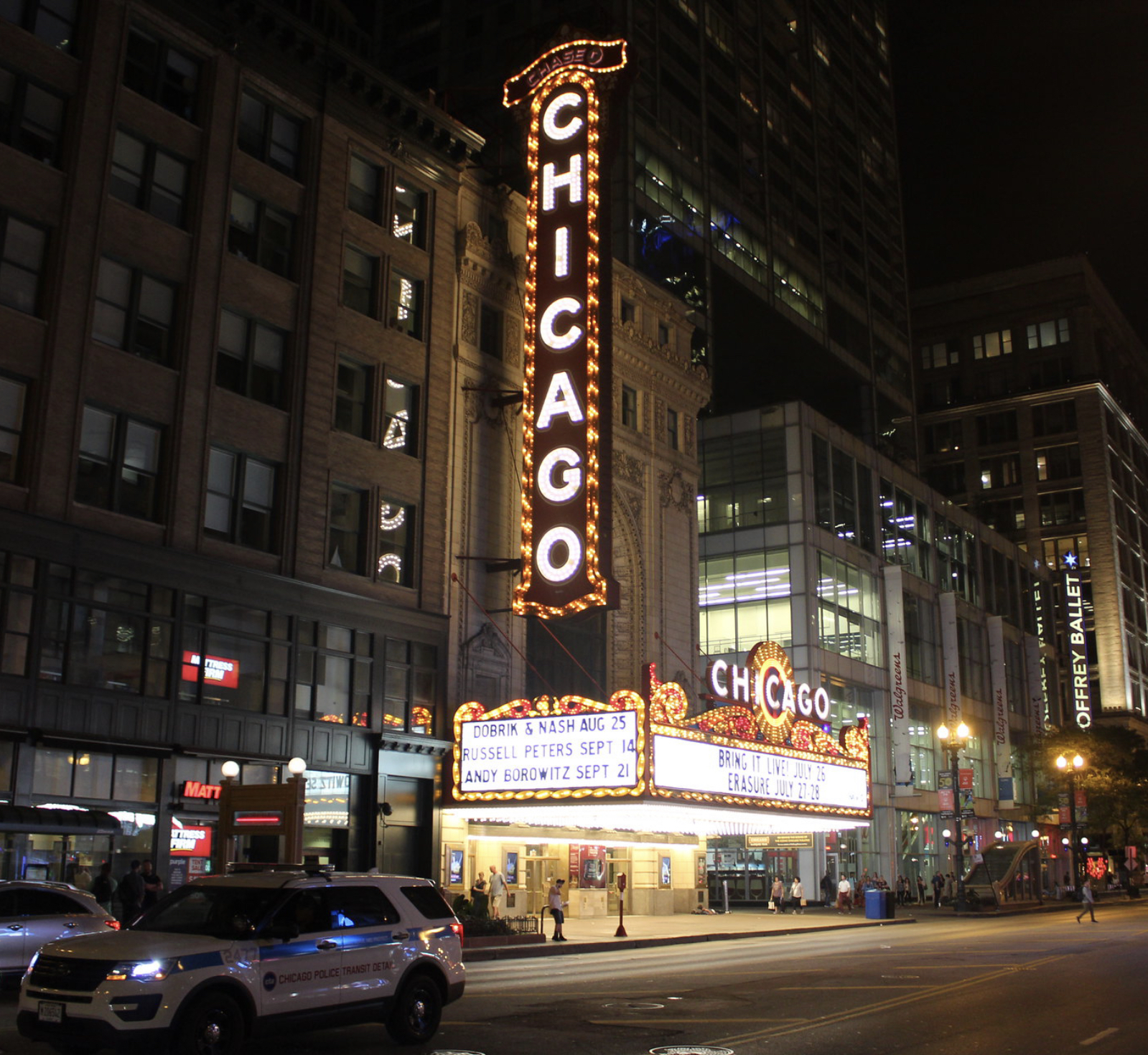
Chicago Theatre in april 2019

Heroes is een gedeeltelijk cover van het lied van David Bowie en Brian Eno. Fripp speelde in de originele opname mee.
Jaren 60: mei, juni 1969; Marquee Londen · 5 juli 1969; Hyde Park Londen · 21/22 november 1969; San Francisco
Jaren 70: 11 mei 1971; Plymouth · 10 augustus 1971; Marquee Londen · 16 oktober 1971; Brighton · 13 december 1971; Detroit · 26 februari 1972: Jacksonville · 27 februari 1972;Orlando · 12 maart 1972; Denver radio · 13 maart 1972; Denver live · 27 maart 1972; Boston · 13 oktober 1972; Frankfurt am Main · 17 oktober 1972; Bremen · 13 november 1972; Guildford · 15 november 1973; Zürich · 29 maart 1974; Heidelberg · 30 maart 1974; Mainz · 1 april 1974: Kassel · 24 juni 1974, Toronto· 1 juli 1974, New York
Jaren 80: 30 april 1981; Bath · 30 juli 1982; Philadelphia · 2 augustus 1982; New York · 13 augustus 1982; Berkeley · 25 augustus 1982; Cap D’Agde · 29 september 1982; München · 17-30 januari 1983; studiowerk · mei-november 1983
Jaren 90: VROOOM sessies;april/mei 1994; studio · 1 juli 1995; Wiltern · 20-25 november 1995; Broadway · 29 november 1995; Chicago · 26 augustus 1996; 2e maal Philadelphia · mei 1997; Nashville studio · 1-4 december 1997 (P1) · 4 juni 1998; Chicago (P2) · 1 juli 1998; Northampton (P2) · 1 november 1998; San Francisco (P4) · 25 maart 1999; Austin (P3)
Jaren vanaf 2000: 11 juni 2000; Warschau · 9/10 november 2001; Nashville live · 3 maart 2003: Alexandria (P3) · april 2003 · najaar 2003; Japan · 20 juni 2003; Milaan · 16 november 2003; New Haven ·  28 juni 2017; Chicago